# Annette Kreft
Annette Kreft (* 12. Mai 1954 in Warendorf) ist eine deutsche Fernseh- und Theaterschauspielerin.

## Leben
Annette Kreft absolvierte ihre Schauspielausbildung an der Schauspielschule Bochum. Anschließend hatte sie Gesangsunterricht bei Ingeborg Bremert und Anneliese Hoffmann in München. Seit 1976 steht Kreft auf der Theaterbühne, u. a. wirkte sie in Brechts Dreigroschenoper als Polly mit.
Im Fernsehen ist Kreft häufiger in Serien zu sehen, z. B. in den Krimireihen Tatort, Der Alte oder Die Kommissarin. Zudem verkörperte Kreft von Februar 1986 (Folge 9) bis September 1988 (Folge 147) die Rolle der Bianca Guther in der Serie Lindenstraße. Kreft wirkte als Schauspielerin vor der Kamera bisher in über 60 Film-und-Fernsehproduktionen mit.
Annette Kreft lebt in München.

## Filmografie
- 1978: Das Atomdorf
- 1985–1987: Der Alte (Fernsehserie, 3 Folgen, verschiedene Rollen)
- 1986: Anderland (Fernsehserie, 1 Folge)
- 1986–1988: Lindenstraße (Fernsehserie, 139 Folgen)
- 1987: Tatort: Zabou
- 1987: Flohr und die Traumfrau
- 1988: Zunge in Madeira
- 1991: Unter Kollegen
- 1992–2013: SOKO München (Fernsehserie, 18 Folgen, verschiedene Rollen)
- 1993: Ein Sommertagstraum
- 1993: Rußige Zeiten (Fernsehserie, 1 Folge)
- 1994: Die Kommissarin (Folge: Der zehnte Mord)
- 1995: Alle lieben Willy Wuff
- 1995: Deutschlandlied (Fernsehserie)
- 1995: Tatort – Tod eines Auktionators
- 1995: Um die dreißig
- 1995: Stadtklinik (Fernsehserie, 1 Folge)
- 1995: Frankie
- 1995: Japaner sind die besseren Liebhaber
- 1996: Die Flughafenklinik – Junge Ärzte im Einsatz (Fernsehfilm)
- 1996: Tatort: Perfect Mind – Im Labyrinth
- 1996: Sterne des Südens (Fernsehserie, 1 Folge)
- 1997: Die Chaos-Queen
- 1997: Alarm für Cobra 11 – Die Autobahnpolizei (Fernsehserie, Folge: Die verlorene  Tochter)
- 1997: Verkehrsgericht (Fernsehserie, 1 Folge)
- 1997: Sophie – Schlauer als die Polizei (Fernsehserie, 1 Folge)
- 1997: Still Movin
- 1998: Alphateam – Die Lebensretter im OP (Folge: Die Bestie)
- 1998: Adelheid und ihre Mörder (Fernsehserie, Der letzte Akt)
- 1998: Vater wider Willen (Fernsehserie, 1 Folge)
- 1998: Zwei Brüder (Fernsehserie, 1 Folge)
- 1999: Ein Fall für zwei (Folge: Abgebrüht)
- 1999: Dolphins (Fernsehfilm)
- 1999: Sylvia – Eine Klasse für sich (Fernsehserie)
- 2000: Einmal leben
- 2000: Café Meineid (Fernsehserie, 1 Folge)
- 2000: Hotel Elfi (Fernsehserie)
- 2001: Das Mädcheninternat – Deine Schreie wird niemand hören (Fernsehfilm)
- 2001: Die Verbrechen des Professor Capellari: Tod in der Fremde
- 2001: Sinan Toprak ist der Unbestechliche (Fernsehserie, 1 Folge)
- 2002: Das Duo – Tod am Strand (Fernsehserie)
- 2002: Der Mann von nebenan
- 2002: In aller Freundschaft (Folge 159: Spätes Glück)
- 2002: Dr. Sommerfeld – Neues vom Bülowbogen (Folge: Ein plötzliches Ende)
- 2002: Verdammt verliebt
- 2003–2025: Aktenzeichen XY … ungelöst (Fernsehreihe, 12 Folgen, verschiedene Rollen)
- 2004: Nicht meine Hochzeit
- 2005–2008: SOKO Kitzbühel (Fernsehserie, 3 Folgen, verschiedene Rollen)
- 2005: Tatort: Rache-Engel
- 2005: Mal mehr, mal weniger
- 2007: Stellungswechsel
- 2007: Agathe kann’s nicht lassen (Fernsehserie, 1 Folge)
- 2008: Um Himmels Willen (Fernsehserie, 1 Folge)
- 2009: Break – No Mercy, Just Pain!
- 2009: Familie Dr. Kleist (Folge: In höchster Not)
- 2010–2021: Die Rosenheim-Cops (Fernsehserie, 3 Folgen, verschiedene Rollen)
- 2010: Tatort: Unsterblich schön
- 2011: Familie macht glücklich
- 2012: Notruf Hafenkante (Fernsehserie, Folge Alte Schule)
- 2013: Rote Rosen (Fernsehserie, 11 Folgen)
- 2013: Sturm der Liebe (Fernsehserie, 2 Folgen)
- 2021: Windstill